# Peter Boom
Joan Peter Boom (Bloemendaal, 31 marzo 1936 – Bagnaia, 26 maggio 2011) è stato un attivista, cantante e attore olandese, teorico della pansessualità.

## Biografia
Giunge in Italia nel 1956 per studiare canto e recitazione, sue grandi passioni. Poliglotta, grazie ad essi diventa attore, cantante, doppiatore e scrittore in olandese, italiano, inglese, tedesco e francese.
All'età di 23 anni scopre la propria omosessualità. Muore nel 2011 a 75 anni per un infarto.

### Attore di cinema
Tra i film più celebri in cui ha recitato troviamo Non ci resta che piangere di Massimo Troisi e Roberto Benigni, in cui interpretava la parte del predicatore che diceva a Troisi la frase "Ricordati che devi morire" ed Habemus Papam di Nanni Moretti. Nel corso della sua carriera ha avuto modo di lavorare con Sophia Loren, Nino Manfredi, Mel Ferrer, Burt Lancaster, Joseph Cotten, Erland Josephson. Inoltre ha partecipato a numerosi spot pubblicitari. Ha prestato la sua voce recitante, sia in alcuni radiodramma, che in opere liriche, per la Rai e per l'Opera di Roma.

### Attivista
Il 5 e 6 aprile 1972 si svolge a Sanremo un congresso di sessuologia promosso dal CIS per elaborare una legge che renderebbe reato l'omosessualità. Peter Bloom ed altri scendono in piazza per protestare. Il congresso e la relativa proposta di legge falliscono.
La sua battaglia per i diritti gay diventa una missione, e, sempre nel 1972, scrive le parole per il primo 45 giri gay italiano, Lui ama lui/Fuori, con testi molto espliciti. Era tutto pronto pronto per registrare, ma quando i responsabili si accorsero che il disco parlava esplicitamente di omosessualità si rifiutarono di registrarlo. Dopo molte proteste, il 45 giri viene ugualmente prodotto ma subito sequestrato.
Nel 1976 viene rivelata la presunta omosessualità di Paolo VI da parte del diplomatico e scrittore Roger Peyrefitte, subito smentito dal Papa. Peter Boom interviene su Radio Antenna Musica affermando: “Non so se papa Montini sia omosessuale o meno, ma se lo fosse sarebbe la persona più abietta e ipocrita del mondo".
Boom fonda quindi l'Arcigay di Roma insieme a Don Marco Bisceglia, Niki Vendola, Franco Grillini, Maria Silvia Spolato e altri, collaborando anche con Massimo Consoli alla nascente Gay House.
Si trasferisce fuori Roma, prima a Bagnaia, frazione di Viterbo, poi a Nepi, per poi ritornare definitivamente a Bagnaia, ad esclusione di un breve periodo durante il quale fa ritorno nei Paesi Bassi, sua nazione di nascita.
Dopo che Alfredo Ormando si diede fuoco in Piazza San Pietro nel 1998 per protestare contro l'omofobia della chiesa cattolica, Peter Boom ha promosso la ricorrenza riuscendo a creare la Giornata nazionale contro la discriminazione omosessuale su base religiosa, ricorrenza che si celebra ogni anno il 13 gennaio.
Le sue condizioni di salute non gli impedirono di recarsi nel 2002 a Limassol, ad un congresso di sessuologia quale relatore della teoria e filosofia della pansessualità, e, nel 2008 al congresso europeo di sessuologia a Roma. Ha collaborato con il professor Erwin Haeberle. Assieme al professor Jalali, direttore del SAIHS, fonda la biblioteca mondiale di sessuologia.
Dal 1997 al 2003 è stato Presidente di Arcigay Viterbo.
Dal 2008 al 2011 ha collaborato al blog culturale e politico di Luca Bagatin curando la rubrica "Teoria della Pansessualità".
La lotta per i diritti gay per l'attore è stata sempre prioritaria, così come tutte le discriminazioni, contrarie alla sua natura di uomo libero e libero pensatore, come si può leggere nella lapide che lo ricorda nel cimitero di Viterbo.

### Attore di teatro
Nel 1964 al Festival di Spoleto ha interpretato le parti del notaio e del commissario nel Rosenkavalier di Strauss sotto la direzione di Thomas Schippers e per la regia di Louis Malle.
Ha interpretato la parte di Pritschitsch nell'operetta La vedova allegra per la direzione del Maestro Armando Krieger. Nel 1979 ha ricoperto il ruolo di l'antagonista di Mario Carotenuto ne Il generale Della Rovere di Indro Montanelli. Nel 1980 ha recitato presso il teatro stabile olandese Toneelgroep Theater. Nel 1987 ha ricoperto una parte ne L'amante compiacente di Graham Greene, nella compagnia di Giancarlo Sbragia e Giovanna Ralli.
Nella stagione teatrale 1989-1̟990 è stato scritturato dal Teatro Eliseo di Roma per la commedia Viva gli sposi con Nino Manfredi. Nella stagione 1991-92 ha recitato le parti di Goll, Ferdinando e Puntschu nella Lulù di Frank Wedekind con Milva e per la regia di Mario Missiroli. Nel 1993 ha lavorato con Mario Carotenuto ne Il burbero benefico di Carlo Goldoni.

### Cantante
Ha scritto testi e ha interpretato canzoni scritte da Armando Trovajoli, Luis Bacalov, Ennio Morricone, Bruno Nicolai, Marcello Giombini, Gino Peguri ed altri. Ha cantato per molte colonne sonore di film ed ha inciso svariati album e singoli.

### Scrittore
Come scrittore ha prodotto numerose recensioni ed articoli, oltre a due libri: il romanzo giallo Vendetta al curaro, per la serie I casi complicati del commissario van der Bilt, edito da Carlo Mancosu; e il libro, 2020, il Nuovo Messia, edito per le Edizioni della B.I.G. di Rieti.

## Filmografia
- Il ragazzo dagli occhi chiari, regia di Emilio Marsili (1970)

- L'Agnese va a morire, regia di Giuliano Montaldo (1976)
- Von Buttiglione Sturmtruppenführer, regia di Mino Guerrini (1977)
- Quel maledetto treno blindato, regia di Enzo G. Castellari (1978)
- Il vizietto, regia di Édouard Molinaro (1978)
- Concorde Affaire '79, regia di Ruggero Deodato (1979)
- Dimenticare Venezia, regia di Franco Brusati (1979)
- L'importante è non farsi notare, regia di Romolo Guerrieri (1979)
- Il fiume del grande caimano, regia di Sergio Martino (1979)
- Arrivano i gatti, regia di Carlo Vanzina (1979)
- Il treno per Istanbul, regia di Gianfranco Mingozzi - miniserie TV (1980)
- Orient Express, regia di Marcel Moussy - miniserie TV (1980)
- La disubbidienza, regia di Aldo Lado (1981)
- Delitto al ristorante cinese, regia di Bruno Corbucci (1981)
- Sturmtruppen 2 - Tutti al fronte, regia di Salvatore Samperi (1982)
- Canto d'amore, regia di Elda Tattoli (1982)
- Il buon soldato, regia di Franco Brusati (1982)
- I ragazzi di celluloide 2, regia di Sergio Sollima - miniserie TV (1984)
- Non ci resta che piangere, regia di Massimo Troisi e Roberto Benigni (1984)
- Qualcosa di biondo, regia di Maurizio Ponzi (1984)
- Alien - Zona di guerra (Zone Troopers), regia di Danny Bilson (1985)
- Il peccato di Lola, regia di Bruno Gaburro (1985)
- Attentato al Papa, regia di Giuseppe Fina - miniserie televisiva (1986)
- Mino - Il piccolo alpino, regia di Gianfranco Albano - miniserie TV (1986)
- La morte di Empedocle (1987)
- Il giorno prima, regia di Giuliano Montaldo (1987)
- Les dossiers secrets de l'inspecteur Lavardin - serie TV, 1 episodio (1989)
- Un barbaro a Nepi, regia di Marcello Felici - cortometraggio (1994)[2]
- Un paradiso di bugie, regia di Stefania Casini (1996)
- Dio vede e provvede - serie TV, 1 episodio (1996)
- Leo e Beo, regia di Rossella Izzo - miniserie TV (1998)
- Il chicco d'oro, regia di Alvaro Passeri (1998)
- The Mummy Theme Park, regia di Alvaro Passeri (2000)
- Body Guards - Guardie del corpo, regia di Neri Parenti (2000)
- Habemus Papam, regia di Nanni Moretti (2011)
- Appartamento ad Atene, regia di Ruggero Dipaola (2011)

## Discografia
- Lui ama lui/Fuori - 45 giri allegato alla rivista mensile Ciao 2001 (1972)
- The Song of the Cowboy di Gino Peguri
- Fuori - brano inserito nella Gay Right Compilation volume 1 prodotta da Genny Random Factory (2002)